# Jacques Thoreau
Pour les articles homonymes, voir Thoreau (homonymie).
Jacques Thoreau, né le 27 septembre 1886 à Ixelles et mort le 11 janvier 1973 à Kessel-Lo, est un minéralogiste belge, qui fut professeur de minéralogie à l'université catholique de Louvain (UCL).

## Biographie
Jacques Thoreau est né à Bruxelles le 27 septembre 1886. Après ses études primaires chez les Frères des Écoles chrétiennes, il est inscrit au collège Saint-Jean Berghmans où il termine ses études secondaires. Une année de scientifique supérieure au collège Saint-Michel le prépare alors à réussir avec brio l’examen d’entrée aux écoles spéciales de l'université catholique de Louvain.
En 1909, il conquiert le titre d’ingénieur civil avec grande distinction. Après des formations complémentaires en Allemagne et en France, il est invité en 1912 à créer le cours de géologie appliquée à Louvain et est nommé professeur à cette université en 1914. Il a à ce moment 28 ans.
Entretemps, il a épousé en 1913 Dominique Lebbe. En août 1914 nait leur premier enfant le jour même où les Allemands mettront le feu à leur maison de Louvain. Le ménage subsistera six jours caché dans la cave, sous la maison en flamme et dans l’eau des tuyauteries crevées par l’incendie. Sauvés, ils se réfugieront d’abord à Ypres, ville qui n’est pas aux mains de l’armée allemande et ensuite en Angleterre, puis en France. Pendant la guerre, Jacques Thoreau sera chargé de plusieurs missions par le gouvernement belge en exil dans le cadre de l’organisation de l’approvisionnement de la Belgique à la fin des hostilités.
Après la victoire, en 1919, Jacques Thoreau se réinstalle à Louvain avec sa famille et reprend ses occupations scientifiques et d’enseignement à l’université. En plus de la géologie appliquée, il enseigne la cristallographie, la minéralogie et la pétrographie. À ses tâches universitaires s’ajoutent des travaux de prospection demandés par des particuliers, des sociétés ou des administrations publiques.
Il est ainsi appelé à faire de longs voyages dans des conditions souvent rudimentaires. L’avion en est à ses balbutiements. Les voyages se font en bateau, train et souvent aussi, à proximité du lieu reculé de ses prospections, en camion, pirogue, chameau, cheval, sans compter, bien sûr les longues randonnées pédestres.
Ses travaux le mènent en Égypte, Bolivie, Colombie, Surinam, Afrique du Sud, Congo, Canada, États-Unis, Iran, etc. à une époque où les voyages au loin sont rares.
Jacques Thoreau aura douze enfants.
Ses activités professionnelles et familiales ne seront pas entravées par une surdité dont il subit les premières atteintes en 1917 et qui deviendra totale quelque dix ans plus tard. C’est une épreuve qu’il affronte en apprenant à lire sur les lèvres. La perte de son épouse en 1930 sera une deuxième épreuve autrement cruelle. Il fait face et mènera à son terme l’éducation de ses enfants et une brillante carrière scientifique.
À mesure que sa renommée s’étend, il est de plus en plus sollicité en dehors de ses activités universitaires. Il est notamment chargé de relevés géologiques sur le parcours de la jonction ferroviaire Nord-Midi de Bruxelles. Il accroît son champ de recherche sur le Congo belge, travaille de plus en plus avec des sociétés coloniales, Forminière, Union minière, Kilo-Moto etc. Il en va de même pour l’administration coloniale qui fait appel à lui pour un nombre croissant de commissions officielles telles la commission géologique des colonies, le comité géologique de l’IRSAC (Institut pour la recherche scientifique en Afrique centrale), le comité de cristallographie coloniale, le comité de la carte géologique du Congo, etc.
En 1948, il est élu membre de l'Académie royale de Belgique et en 1952, membre de l'Académie royale des sciences d'outre-mer. Plusieurs distinctions honorifiques dont celle de grand officier de l'ordre de Léopold, souligneront sa belle carrière scientifique.
Jacques Thoreau s’éteindra à 86 ans, le 11 janvier 1973 à Kessel-Lo.

## Distinctions
- Commandeur de l'ordre de Léopold (1949), Grand officier (1958).
- Commandeur de l'ordre de la Couronne (15 novembre 1943).
- Médaille civique de première classe (25 novembre 1946).
- Chevalier de l'ordre royal du Lion le 6 avril 1966 (Congo belge).
- Étoile de Service en argent le 6 avril 1960 (Congo belge).
- Commandeur de l'ordre de Saint-Sylvestre le 16 mai 1957 (Vatican).

## Publications
- Le minerai de fer oolithique d'Halanzi et de Musson (Ann. Soc.Géol. Belg., t.39, p. M 429-488, 6 pl., 1912).
- Le minerai de manganèse (Ann. Mines Belg., t. 21, 43 p., 1920)
- Plis diapires dans la chaîne cantabrique et dans la région du Golfe de Suez (Ann. Soc. Géol. Belg., t. 45, p. B 261-265, 1922).
- Sur la découverte d'un nitrate de cuivre, la Gerhardite, au Katanga (Ann. Soc. Géol. Belg., t. 46, p. B 285-290, 1923).
- Sur la découverte d'un chlorure de cuivre au Katanga (Bull. Soc. belge Géol., t. 34, p. 89-92, 1924).
- Observations minéralogiques dans le Haut-Uélé (Ann. Soc. Sc. Brux., t. 44, p. 518-52, 1925).
- La distribution zonaire des minerais et la métallogénie du Katanga (Bull. Un. Ing. Louvain, 24 p., 1925).
- La tectonique de la région de Torrelavega et Cabezon de la Sal (Mém. Inst. Géol. Louvain, t. 3, p. 119-147, 1925).
- Observations lithologiques sur une brèche chloriteuse de la région des gisements de cuivre du Haut-Katanga (Ann. Soc. Sc. Brux., t. 45, 1925).
- Sur un chlorure de cuivre du Katanga, la Connellite (Ann. Soc. Géol. Belg., t. 49, p. B 229-230, 1926).
- Le gisement Prince Léopold (Kipushi, Kat.) (Mém. Inst. Géol. Univ. Louvain, t. 9, p. 265-284, 7 pl. 1928).
- Les minéralisations cuprifères de la zone frontière Katanga-Rhodésie (C.R. Intern. Géol. Congr., South Africa, p. 482-484, 1929).
- Sur une variété d'Uranotile de Shinkolobwe (Katanga) (Ann. Soc. Géol. Belg., t. 53, p. B 60-66, 1929).
- Les intrusions granitiques du Ruanda stannifère (Congr. Intern. Mines et Métallurgie, Liège, p. 135-140, 1930).
- En collaboration avec J. Verhulst: les caractères cristallographiques de quelques a oxyamido-sulfates et de quelques a oxyamides (Bull. Soc. Chim. Belg., t. 40, p. 18-33, 1931).
- Une syénite néphélinique de l'Urundi (Bull. Soc. belge Géol., t. 41, p. 262-265, 1931).
- Caractères cristallographiques des amides des a méthyl- buténoïques (Bull. Ac. Roy. Belg., 50 série, t. 16, p. 823-828, 1931).
- Le massif alcalin de la Haute-Ruvubu (Urundi) (Bull. Ac. Roy. Belg., 50 série, t. 18, 1932).
- En coll. avec J-F. Vaes: La Saléite, nouveau minéral uranifère (Bull. Soc. belge Géol., t. 42, p. 96-99, 1932).
- L'Uranolépidite, nouveau minéral uranifère de Shinkolobwe (Kat.) (Ann. Soc. Géol. Belg., t. 55, p. C 3-5, 1932).
- En Coll. avec R. du Trieu de Terdonck: Le gîte d'Uranium de Shinkolobwe (Mém. Inst. Roy. Colon. Belg., in 40, 46 p., 11 pl. 1933).
- En coll. avec R. du Trieu de Terdonck: Concentrations uranifères du Katanga (Report of XVI Intern. Geol. Congr., Washington, p. 1099-1101, 1933).
- Un nouveau massif noritique dans la province du Kasai (Congo belge) (Report of XVI Intern. Geol. Congr., Washington, p. 397, 1933).
- Le massif de Gabbro-Norite des bassins Lulua-Bushimaie (Kasai) (Bull. Soc. belge Géol., t. 43, p. 379-386, 1934).
- Les quartzites ferrugineux des bassins Lulua-Bushimaie (Kasai) (C.R. Congr. Int. Sc. Brux., p. 746-748, 1935).
- Les gisements d'or dérivent-ils de magmas basiques? (Congr. Int. Mines Métall., Paris, p. 3-9, 1935).
- C.R. des travaux de la section de Géologie appliquée au Congrès International des Mines, de la Métallurgie et de Géologie Appliquée, Paris 1935 (Bull. Un. Ing. Louvain, p. 138-144, 1935).
- Contribution à l'étude des roches du substratum cristallin des bassins Lulua-Bushimaie au Sud du 70 parallèle (Kasai) (Mém. Inst. Géol. Univ. Louvain, t. 8, p. 293-326, 1935).
- Matériaux pour l'étude du métamorphisme et des intrusions magmatiques dans le Ruanda-Urundi (Mém. Inst. Géol. Louvain, t. 10, p. 437-463, 1936).
- En coll. avec R. Breckpot et J-F. Vaes: La Monazite de Shinkolobwe (Katanga) (Bull. Ac. Roy. Belg., 50 série, t. 22, p. 1111-1122, 1936).
- Roches cristallines calciques du Kivu (Bull. Ac. Roy. Belg., 5° série t.22, p. 753-757, 1936).
- Allocution prononcée à l'occasion du Jubilé Universitaire de M. le professeur Félix Kaisin (Rev. Quest. Sc., 27 p. 1937).
- En coll. avec J. Verhulst: L'Atacamite du Katanga (Bull. Ac. Roy. Belg., t. 24, p. 716-720, 1938).
- Considérations sur les caractères hydrologiques des sables Bruxelliens et Yprésiens recoupés par les travaux de la Jonction NordMidi à Bruxelles (Ann. Soc. Géol. Belg., t. 59, p. 89-96, 1939).
- Observations sur les sables aquifères recoupés par les travaux de la Jonction à Bruxelles (Ass. Fr. Av. Sc., Liège, 63° sess. p. 564-567, 1939).
- En Coll. avec P. Ronchesne: Observations sur les roches volcaniques du cap de Gate (Almeira) (Bull. Soc. belge Géol., t. 49, p. 184-191, 1940).
- En coll. avec J. Chen: Roches éruptives et métamorphiques du Kivu central et oriental (Mém. Inst. Géol. Louvain, t. 9, p. 3-28, 1943).
- Caractères cristallographiques de la Billétite et de la Vandendrieschite (Ann. Soc. Géol. Belg., t. 71, p. B 76-78, 1947).
- Problèmes hydrologiques et géologiques dans les travaux de la Jonction Nord-Midi. La granulométrie des terrains (Science et Technique, no 4, 5 p., 1947).
- Pegmatite et Minéralisations connexes du Congo belge oriental et du Ruanda-Urundi (Intern. Geol. Congr. 180 sess., Great Britain, Part 5° série, p. 324-327, 1957). Part Belg., Cl. Sc., t.25, p. 1008-1115, 1949).
- En Coll. avec S. Gastellier et P. Herman: Sur une thoreaulite du Ruanda occidental (Ann. Soc. Géol. Belg., t. 73, p. B 213-218, 1950).
- Pegmatite et minéralisations associées de l'Est du Congo; quelques observations (Ann. Soc. Géol. Belg., t. 73, p. M 257-261, 1950).
- En coll. avec J. Delhal: Les phosphates ferro-manganésifères de la pegmatite de Buranga (Ruanda-Occidental) (Congr. Nation. Sc., Brux., vol. 8, p. 30-40, 1950).
- La pegmatite stannifère de Manono (C.R. Trav. Congr. Scient., Elisabethville, vol. 2, t. 2, p. 344-376, 1950).
- Minéraux lithiques de pegmatites du Congo Belge et du Ruanda (Bull. Ac. Roy. Belg., Cl. Sc., 50 série, t. 39, p. 684-687, 1953;.
- L'Allaudite de la pegmatite de Burunga (Ruanda) (Bull. Ac. Roy. Belg., 50 série, t. 40, p. 230-237, 1954).
- En coll. avec G. Bastien: Lazulite et Scorzalite de pegmatites du Congo belge et du Ruanda (Bull. Ac. Roy. Belg., 50 série, t. 40, p. 600-607, 1954).
- En coll. avec G. Bastien: Les phosphates des pegmatites du Ruanda occidental (Bull. Ac. Roy. Sc. Colon., t. 25, p. 1595-1603, 1954).
- Roches et minerais de nickel de Petsamo (Laponie russe) (Mém. Inst. Géol. Louvain, t. 18, p. 97-122, 1954).
- Le granite à riebeckite de la région de Kahusi (Kivu) (Bull. Ac. Roy. Sc. Colon., nouv. série, p. 408-413, 1956).
- En coll. avec M. van Meerssche et V. Kipel: Les lépidolites de la pegmatite de Manono (Katanga) (Bull. Ac. Roy. Belg., 50 série, t. 42, p. 831-839, 1956).
- L'Hureaulite de Kobokobo (Maniema, Congo belge) (Bull. Ac. Roy. Belg., 50 série, t. 43, p. 364-368, 1957).
- Notice sur S. James Shand (Bull. Soc. belge Géol., t. 66, p. 389-392, 1957).
- Sur un minéral de la famille des «Dufrénites» dans la pegmatite de Kobokobo (Congo belge) (Bull. Ac. Roy. Belg., 50 série, t. 43, p. 705-710, 1957).
- En coll. avec A. Saffianikoff: Triphylite, lithiophylite et phosphates associés du Congo belge et du Ruanda (Bull. Ac. Roy. Belg.,
- En coll. avec B. Aderca et L. van Wambeke: Le gisement de terres rares de la Karonge (Ac. Roy. Sc. Colon., t. 4, p. 684-715, 1958).
- En coll. avec M. van Meerssche et J. Protas: Sur la Dumontite de Shinkolobwe (Katanga) (Bull. Soc. Fr. Minér. et Crist., t. 81, p. 63-65, 1958).
- Variscite et Strengites de la pegmatite de Kobokobo (Congo belge) (Bull. Ac. Roy. Belg., 50 série, t. 44, p. 813-817, 1958).
- Notice sur Félix Kaisin (Annuaire Ac. Roy. Belg., t. 126, p. 31-62, 1960).
- Le rôle de l'analyse chimique dans le domaine des sciences minérales (Cahiers du Centre Nat. Rech. Géochimiques, nT 1, 1960).
- Le socle granitique du degré carré de Dibaya (Kasai) (Cahiers de Géochimie, nY 2,196 1).
- La Holmquistite de Manono (Katanga) (Bull. Ac. Roy. Belg., 50 série, t. 47, p. 8-15, 1961).
- Notice sur Henri de Dorlodot (Annuaire Ac. Roy. Belg., 1962).
- Observations sur la nomenclature minéralogique (Ann. Soc. Géol. Belg., t. 86, Bull. nT 6, p. B 361-363, 1963).
- Observations sur la nomenclature minéralogique (Bull. Soc. belge Géol., t. 72, fasc. 1, p. 82-84, 1963).
- En coll. avec J; Delhal et P. Raucq: Le complexe granitique et migmatitique de Dibaya (Kasai) (Ann. Mus. Roy. de l'Afrique Centrale, Tervuren, Sér. in 80, Sc. Géol., nT 55, 1967)
- Henri de Dorlodot (Florilège des sciences, Ac. Roy. Belg., 1968).
- André Dumont (Florilèges des Sciences. Ac. Roy. Belg. 1968)

## Source
- Biographie rédigée par Vincent Thoreau, un de ses enfants